# Thamniopsis killipii
Thamniopsis killipii là một loài rêu trong họ Pilotrichaceae. Loài này được (R.S. Williams) E.B. Bartram mô tả khoa học đầu tiên năm 1928.